# Euchloe daphalis
Euchloe daphalis é uma borboleta da família Pieridae. Ela é encontrada no oeste cordilheira Pamir, no norte do Afeganistão, Paquistão e Índia. Ela é encontrada em zonas áridas em alturas de 2.500 a 3.000 metros.
Os adultos estão em fase de voo de junho a julho.